# 浄明寺 (鎌倉市の地名)
浄明寺（じょうみょうじ）は神奈川県鎌倉市の町名である。現行行政地名は浄明寺一丁目から浄明寺六丁目。住居表示実施済み区域。

## 地理
鎌倉五山第五位の浄妙寺に由来している。1丁目から6丁目までで構成され、2丁目に報国寺、3丁目に浄妙寺があり、6丁目が隣接する逗子市久木と共に新興住宅街である『鎌倉逗子ハイランド』を形成している。ちなみに「鎌倉逗子ハイランド」は「名越切通」の北東郊外に位置する。

### 地価
住宅地の地価は、2023年（令和5年）1月1日の公示地価によれば、浄明寺4-12-12の地点で13万3000円/m2となっている。

## 歴史
鎌倉逗子ハイランドは、大手資本のデベロッパーにより、「旧鎌倉」の外周部にあった貴重な自然環境を破壊して造成された。しかし現在では構内道路の街路樹として植えられた桜並木の成長等とともに、新たな古都の風情を醸し出す地区となっているという者もおり、かながわのまちなみ100選に、鎌倉逗子ハイランドの桜並木周辺（逗子市久木）が選出されている。
- 2025年（令和7年）6月28日 - 浄妙寺2丁目で水道管が破損。約1万戸が断水した[7]。

## 世帯数と人口
2023年（令和5年）9月1日現在（鎌倉市発表）の世帯数と人口は以下の通りである。
| 丁目         | 世帯数    | 人口    |
| ------------ | --------- | ------- |
| 浄明寺一丁目 | 250世帯   | 624人   |
| 浄明寺二丁目 | 159世帯   | 360人   |
| 浄明寺三丁目 | 256世帯   | 546人   |
| 浄明寺四丁目 | 375世帯   | 851人   |
| 浄明寺五丁目 | 225世帯   | 572人   |
| 浄明寺六丁目 | 463世帯   | 972人   |
| 計           | 1,728世帯 | 3,925人 |

### 人口の変遷
国勢調査による人口の推移。
| 年                 | 人口  |
| ------------------ | ----- |
| 1995年（平成7年）  | 4,474 |
| 2000年（平成12年） | 4,363 |
| 2005年（平成17年） | 4,271 |
| 2010年（平成22年） | 4,224 |
| 2015年（平成27年） | 4,185 |
| 2020年（令和2年）  | 3,998 |

### 世帯数の変遷
国勢調査による世帯数の推移。
| 年                 | 世帯数 |
| ------------------ | ------ |
| 1995年（平成7年）  | 1,589  |
| 2000年（平成12年） | 1,672  |
| 2005年（平成17年） | 1,683  |
| 2010年（平成22年） | 1,745  |
| 2015年（平成27年） | 1,708  |
| 2020年（令和2年）  | 1,718  |

## 学区
市立小・中学校に通う場合、学区は以下の通りとなる（2017年7月時点）。
| 丁目         | 番地 | 小学校             | 中学校             |
| ------------ | ---- | ------------------ | ------------------ |
| 浄明寺一丁目 | 全域 | 鎌倉市立第二小学校 | 鎌倉市立第二中学校 |
| 浄明寺二丁目 | 全域 | 鎌倉市立第二小学校 | 鎌倉市立第二中学校 |
| 浄明寺三丁目 | 全域 | 鎌倉市立第二小学校 | 鎌倉市立第二中学校 |
| 浄明寺四丁目 | 全域 | 鎌倉市立第二小学校 | 鎌倉市立第二中学校 |
| 浄明寺五丁目 | 全域 | 鎌倉市立第二小学校 | 鎌倉市立第二中学校 |
| 浄明寺六丁目 | 全域 | 鎌倉市立第二小学校 | 鎌倉市立第二中学校 |

## 事業所
2021年（令和3年）現在の経済センサス調査による事業所数と従業員数は以下の通りである。
| 丁目         | 事業所数 | 従業員数 |
| ------------ | -------- | -------- |
| 浄明寺一丁目 | 6事業所  | 13人     |
| 浄明寺二丁目 | 16事業所 | 79人     |
| 浄明寺三丁目 | 15事業所 | 78人     |
| 浄明寺四丁目 | 12事業所 | 29人     |
| 浄明寺五丁目 | 13事業所 | 122人    |
| 浄明寺六丁目 | 14事業所 | 63人     |
| 計           | 76事業所 | 384人    |

### 事業者数の変遷
経済センサスによる事業所数の推移。
| 年                 | 事業者数 |
| ------------------ | -------- |
| 2016年（平成28年） | 76       |
| 2021年（令和3年）  | 76       |

### 従業員数の変遷
経済センサスによる従業員数の推移。
| 年                 | 従業員数 |
| ------------------ | -------- |
| 2016年（平成28年） | 347      |
| 2021年（令和3年）  | 384      |

## 交通

### 道路
- 神奈川県道204号金沢鎌倉線

## 著名な住民
- 川端康成（ノーベル文学賞日本人初の受賞者作家・文化勲章受章・鎌倉市名誉市民）1935年（昭和10年）36歳の時に初めて鎌倉に居住した地域。鎌倉郡鎌倉町浄明寺宅間ヶ谷。

## 施設
- 熊野神社
- 鎌倉浄明寺郵便局
- 旧華頂宮邸

## その他

### 日本郵便
- 郵便番号 : 248-0003[3]（集配局 : 鎌倉郵便局[18]）。